# Werner Stürmer

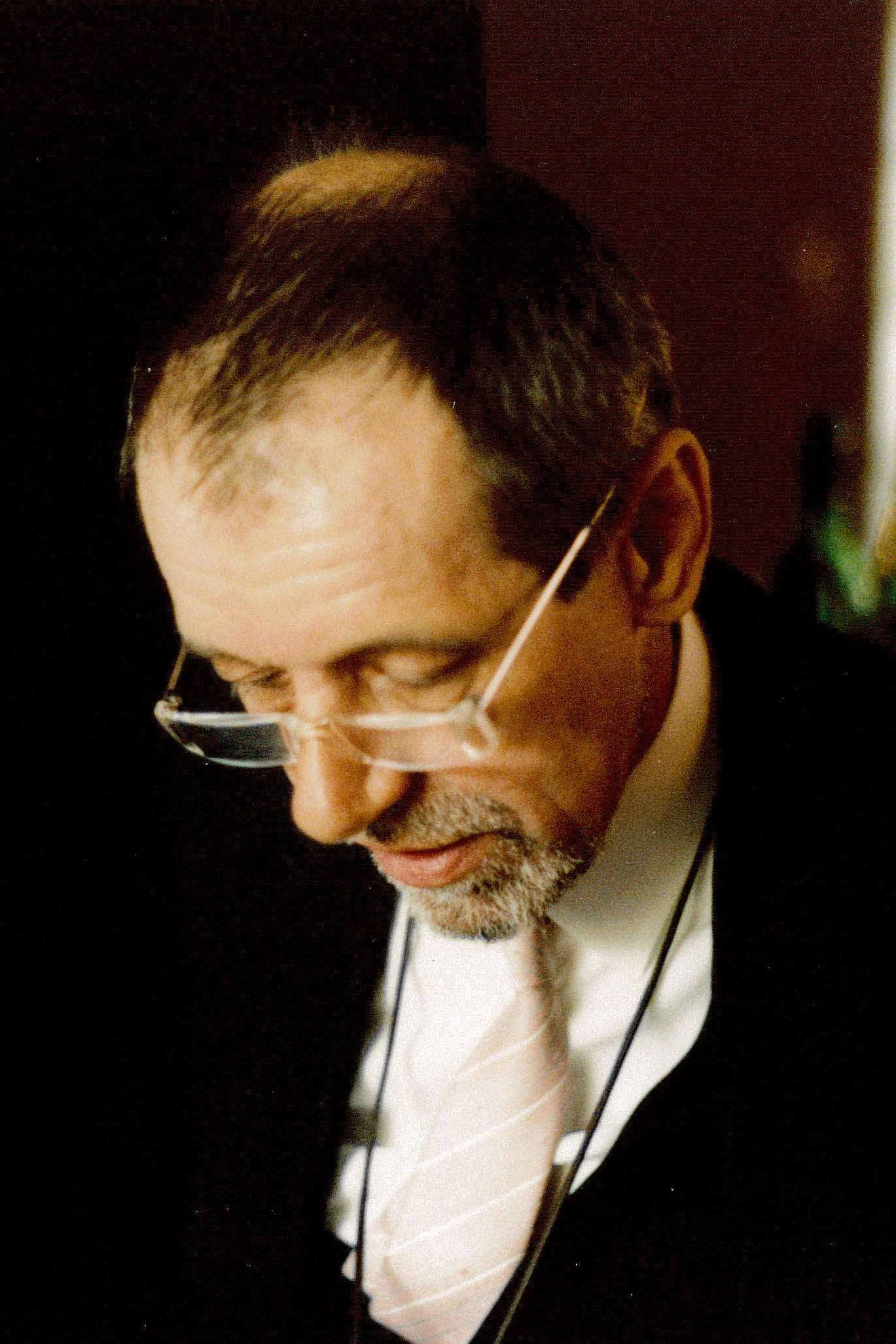
Werner Stürmer

Werner Stürmer (* 4. Oktober 1925 in Johannisburg; † 24. Februar 1988 in Mönchengladbach) war ein deutscher Künstler und Conchologe.

## Leben
Werner Stürmer wuchs in Siegburg auf und legte am dortigen Gymnasium 1944 das Abitur ab. Nach seiner Kriegsverpflichtung in einer Fabrik wurde er gegen Ende des Zweiten Weltkrieges noch zum Einsatz in Frankreich eingezogen und geriet in Gefangenschaft.
Nach seiner Rückkehr studierte er an der Universität Bonn Medizin und promovierte im Jahr 1951 zum Dr. med.
Da er ursprünglich hatte Künstler werden wollen, auf Wunsch seines Vaters aber zuerst das Medizin-Studium beenden musste, besuchte er danach die Kölner Werkschulen und begann das Studium der Malerei. Seine Werke wurden mehrfach ausgestellt, u. a. in Paris.
Ab 1965 widmete sich Stürmer in seiner Wahlheimat Köln der Jugendarbeit und Drogenberatung. Gleichzeitig intensivierte er sein Interesse an Meeresschnecken, wobei Forschungen zur Gattung Cymbium in den Folgejahren zu einer umfangreichen Sammlung führte, die nach seinem Tod dem Staatlichen Museum für Naturkunde in Stuttgart zur Verfügung gestellt wurde.
Werner Stürmer starb am 24. Februar 1988 in Mönchengladbach und fand seine letzte Ruhestätte auf dem Kessenicher Bergfriedhof in Bonn.

## Werke
Nach anfangs gegenständlicher Malerei beherrschen in den 1960er Jahren Schachbrettmuster Stürmers Werke, in die der Künstler abstrakte Figuren komponiert hat.

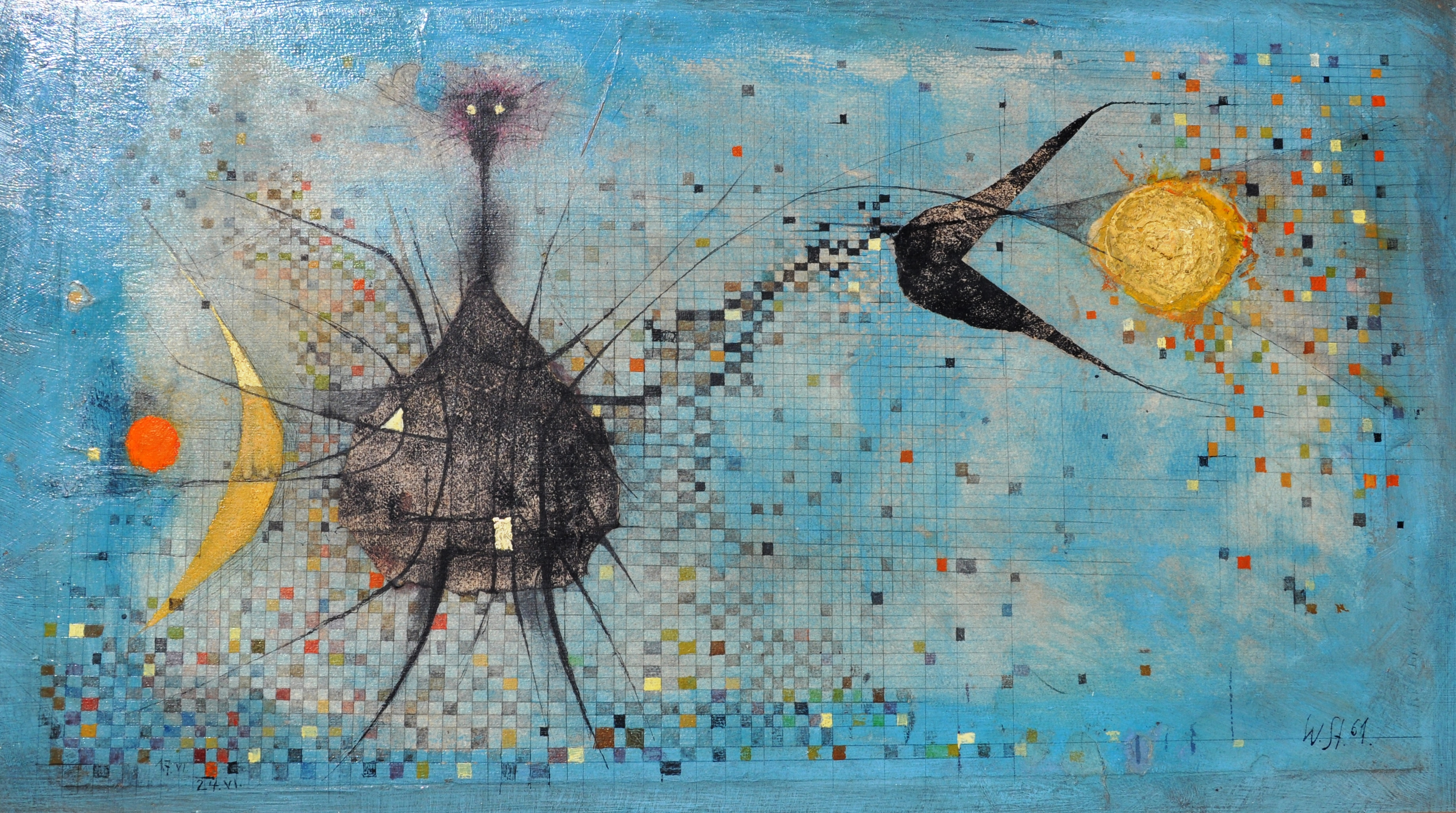
Bild 61-21 aus dem Jahr 1961

## Publikationen
- Ernst-Josef Fittkau und Werner Stürmer: Cymbium gracile (Broderip, 1830) und Cymbium marmoratum Link, 1807, zwei gültige Arten (Gastropoda, Volutidae). Spixiana Vol. 3, 1980.
- Ernst-Josef Fittkau und Werner Stürmer: Cymbium fragile n. spec., eine neue afrikanische Volute (Volutidae, Gastropoda). Spixiana Vol. 8, 1985.